# Diafra Sakho
Diafra Sakho (ur. 24 grudnia 1989 w Guédiawaye) – senegalski piłkarz, który występował na pozycji napastnika. W latach 2014–2018 występował w reprezentacji Senegalu. Uczestnik Mistrzostw Świata w 2018 roku.

## Kariera klubowa
Urodzony w Senegalu piłkarz, swoją piłkarską karierę rozpoczął w Génération Foot. 1 lipca 2006 roku trafił do akademii FC Metz.  W styczniu 2010 roku zadebiutował w Coupe de la ligue w meczu przeciwko Olympique Lyon. Rozegrał w nim pełne 90 minut. Swój pierwszy mecz ligowy rozegrał w Ligue 2 w meczu przeciwko Stade Brestois. Spotkanie zakończyło się bezbramkowym remisem 0:0. W 2012 roku trafił na wypożyczenie do US Boulougne. Łącznie rozegrał 114 meczów i strzelił 44 bramki.
W sierpniu 2014 roku za kwotę 5 milionów euro został sprzedany do angielskiego West Hamu. W debiutanckim sezonie w Premier League 2014/15 rozegrał 23 mecze, strzelił 10 bramek i zaliczył 2 asysty. Powszechnie uważano transfer za udany. Łącznie w Premier League rozegrał 62 mecze i strzelił 18 bramek i zaliczył 3 asysty.
Pod koniec stycznia 2018 roku został sprzedany za kwotę łącznie 10 mln euro do francuskiego Stade Rennais. Do końca sezonu rozegrał 13 meczów i strzelił 2 bramki. 
Pod koniec sierpnia 2018 został wypożyczony do tureckiego Bursaspor. W sezonie 2018/19 w lidze tureckiej zagrał lidze tureckiej rozegrał 20 meczów, strzelił 3 bramki i zaliczył jedną asystę. Przed wypożyczeniem zagrał 2 mecze w Ligue 1.
19 czerwca rozwiązał kontrakt z klubem. 18 sierpnia 2020 roku trafił do szwajcarskiego Neuchâtel Xamax. Łącznie rozegrał w nim 8 spotkań.
W 2021 roku trafił do dżibutskiego Arta/Solar7.
7 sierpnia 2022 powrócił do Francji podpisując kontrakt z trzecią ligowym AS Nancy. Przed zakończeniem kariery rozegrał w nim 15 spotkań i strzelił 4 bramki.
27 lipca 2023 roku zakończył piłkarska karierę.

## Kariera reprezentacyjna
21 maja 2014 roku zadebiutował w reprezentacji Senegalu w meczu towarzyszkim przeciwko Burkina Faso, który zakończył się remisem 1:1.
W ramach eliminacji do Mistrzostw Świata w 2018 roku, wystąpił dwukrotnie w meczu przeciwko reprezentacji Republiki Zielonego Przylądka i RPA. Obydwa mecze zakończyły się zwycięstwem Senegalu 2:0.
Został powołany na Mistrzostwa Świata w 2018 roku. Jedyny mecz jaki rozegrał na turnieju to ostatni mecz grupowy przeciwko reprezentacji Kolumbii. Sakho rozegrał 4 minuty spotkania, które zakończyło się wynikiem 0:1 na konto Kolumbijczyków.
Łącznie w reprezentacji rozegrał 12 meczów i strzelił 2 bramki.